# Utah State Route 9
Pour les articles homonymes, voir Route 9.
L'Utah State Route 9 (SR-9) ou  Zion Park Scenic Byway, est une route d'État de l'Utah. Elle relie l'Interstate 15 à l'US-89 en traversant une portion méridionale du parc national de Zion. La route, par la beauté des paysages qu'elle traverse, a été classée Utah Scenic Byway par l'Utah.
La portion de la route qui traverse le parc national est payante et la taille des véhicules qui y circulent est limitée au niveau du Zion-Mount Carmel Tunnel. La route est uniquement accessible aux véhicules privés contrairement aux camions de transporteurs.

## Histoire

La SR-9 était numérotée SR-15 avant 1977.

La première section ( Hurricane  - La Verkin Junction) à l'ouest fut ajoutée au réseau routier de l'Utah en 1912. Une seconde section fut ajoutée en 1916 entre La Verkin Junction et la région du parc national de Zion (parc national créé en 1919). La troisième et dernière section fut terminée en 1923 pour relier le parc à Mt. Carmel Junction en passant par un tunnel qui sera lui terminé en 1930 après trois ans de travaux,.
Durant les années 1920, la portion passant dans le parc fut numérotée State Route 15 tandis que la section plus à l'ouest faisait partie de la State Route 16. En 1927, la SR-15. En 1977, une renumérotation des routes de l'état eut lieu et la SR-15 fut renommée en SR-9 à cause de la proximité de l'Interstate 15.

## Description

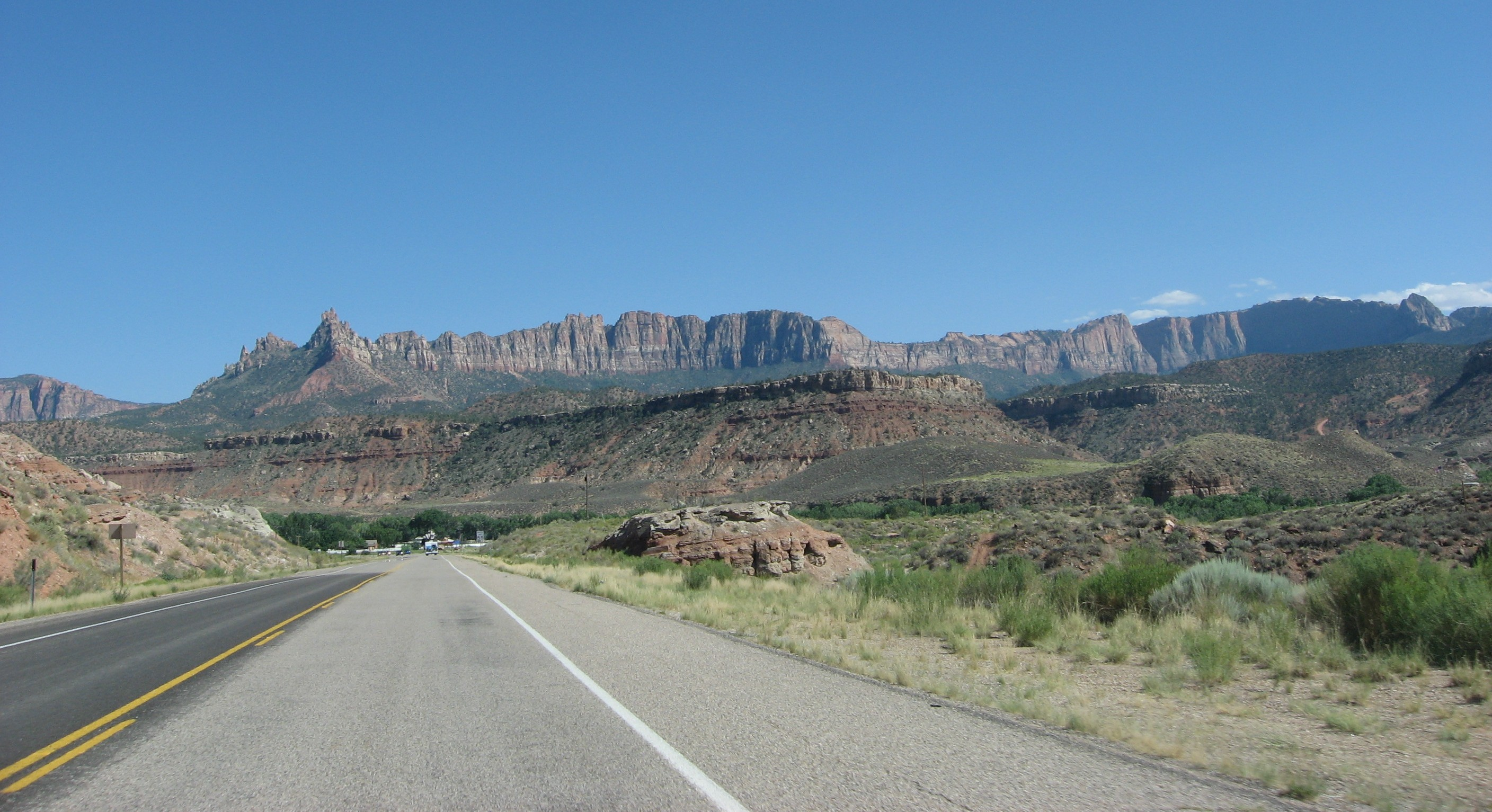
SR-9 au sud-ouest du parc national de Zion.

La SR-9 débute au niveau de la sortie 16 de l'Interstate 15 au niveau d'Harrisburg Junction juste au nord de la ville de St. George. La route se dirige alors vers la localité de Hurricane à l'est. La route prend la direction nord vers La Verkin où elle rencontre à nouveau l'Interstate 15. La route remonte sur des plateaux plus à l'est en traversant des zones de collines et finit par atteindre les petites localités de Virgin, Rockville et Springdale.
La route entre et serpente alors dans le parc national de Zion en direction de la localité de Mount Carmel Junction où elle se termine en rejoignant l'US-89. La section dans le parc dénommée également Zion-Mount Carmel Highway débute au sud du parc national. Elle longe la Virgin River vers le nord avant de suivre vers l'est le canyon du cours d'eau Pine Creek. À ce niveau la route est également reliée à la Floor of the Valley Road, une route panoramique et touristique interne au parc. C'est dans ce canyon qu'elle passe dans le Zion-Mount Carmel Tunnel. Après le tunnel, la route panoramique continue à suivre un canyon profond et longe la montagne dénommée Checkerboard Mesa. La route quitte ensuite le parc pour rejoindre à plus de 20 km la US-89 à Mount Carmel Junction.

## Sources
- (en) Cet article est partiellement ou en totalité issu de l’article de Wikipédia en anglais intitulé « Utah State Route 9 » (voir la liste des auteurs).